# В движении
«В движе́нии» — российский художественный фильм 2002 года режиссёра Филиппа Янковского.

## Аннотация
Циничный, легкомысленный весельчак Саша Гурьев (Константин Хабенский) завораживает женщин, его уважают мужчины за скандальный профессионализм. Каждый день журналист просыпается в незнакомой постели, отряхивается и бежит продаваться.
Фильм представляет собой интерпретацию киноленты Федерико Феллини «Сладкая жизнь», перенесённую в современную российскую действительность.

## В ролях
| Актёр                    | Роль                    |
| ------------------------ | ----------------------- |
| Константин Хабенский     | Саша Гурьев             |
| Оксана Фандера           | Вера                    |
| Оксана Акиньшина         | Аня                     |
| Фёдор Бондарчук          | Газизов                 |
| Марина Голуб             | работница архива        |
| Леонид Громов            | следователь             |
| Сергей Гусинский         | судебный пристав        |
| Михаил Ефремов           | Вован                   |
| Анастасия фон Калманович | Ольга                   |
| Гоша Куценко             | гость                   |
| Вячеслав Разбегаев       | жених в клубе           |
| Алексей Макаров          | Алексей                 |
| Павел Меленчук           | Санёк                   |
| Константин Мурзенко      | мужик с портфелем       |
| Геннадий Островский      | официант                |
| Елена Перова             | Лиза Колесова           |
| Ольга Сидорова           | Лена Зорина             |
| Александра Скачкова      | Люда                    |
| Александр Тютрюмов       | представитель МегаБанка |
| Николай Чиндяйкин        | Митягин                 |

## Съёмочная группа
- Автор сценария: Геннадий Островский
- Режиссёр: Филипп Янковский
- Оператор: Сергей Мачильский
- Художник: Екатерина Залетаева